# Montgailhard
Pour les articles homonymes, voir Montgaillard.
Montgailhard (appelée Montgaillard jusqu'en décembre 2021), est une commune française située dans le département de l'Ariège, en région Occitanie.
Ses habitants sont appelés les Montgailhardais.
Montgailhard est une commune urbaine qui compte 1 456 habitants en 2022. Elle appartient à l'unité urbaine de Montgaillard et fait partie de l'aire d'attraction de Foix. Ses habitants sont appelés les Montgailhardais ou Montgailhardaises.
Le patrimoine architectural de la commune comprend un immeuble protégé au titre des monuments historiques : la forge, inscrit en 1993.

## Géographie

### Localisation
La commune de Montgailhard se trouve dans le département de l'Ariège, en région Occitanie.
Elle se situe à 4 km à vol d'oiseau de Foix, préfecture du département. La commune fait en outre partie du bassin de vie de Foix.
Les communes les plus proches sont : 
Prayols (1,2 km), Ferrières-sur-Ariège (1,7 km), Montoulieu (3,0 km), Saint-Paul-de-Jarrat (3,1 km), Pradières (3,8 km), Foix (4,1 km), Celles (4,7 km), Soula (5,0 km).
Sur le plan historique et culturel, Montgailhard fait partie du pays de Foix, composé de la partie centrale du Plantaurel, du massif de l'Arize et d'un tronçon de la vallée de l'Ariège avec ses quelques affluents, mais qui n'est plus que l'ombre du prestigieux comté qui s'étendit jusqu'à l'Espagne et même au-delà.

### Communes limitrophes
Montgailhard est limitrophe de sept autres communes.
Les communes limitrophes sont Ferrières-sur-Ariège, Foix, Pradières, Prayols, Saint-Paul-de-Jarrat, Soula et Montoulieu (par un quadripoint).
| Foix                                     | Pradières            |       |
| Ferrières-sur-Ariège                     | Montgailhard         | Soula |
| Prayols, Montoulieu (par un quadripoint) | Saint-Paul-de-Jarrat |       |

### Géologie
La superficie de la commune est de 793 hectares ; son altitude varie de 394  à   941 mètres.

### Hydrographie

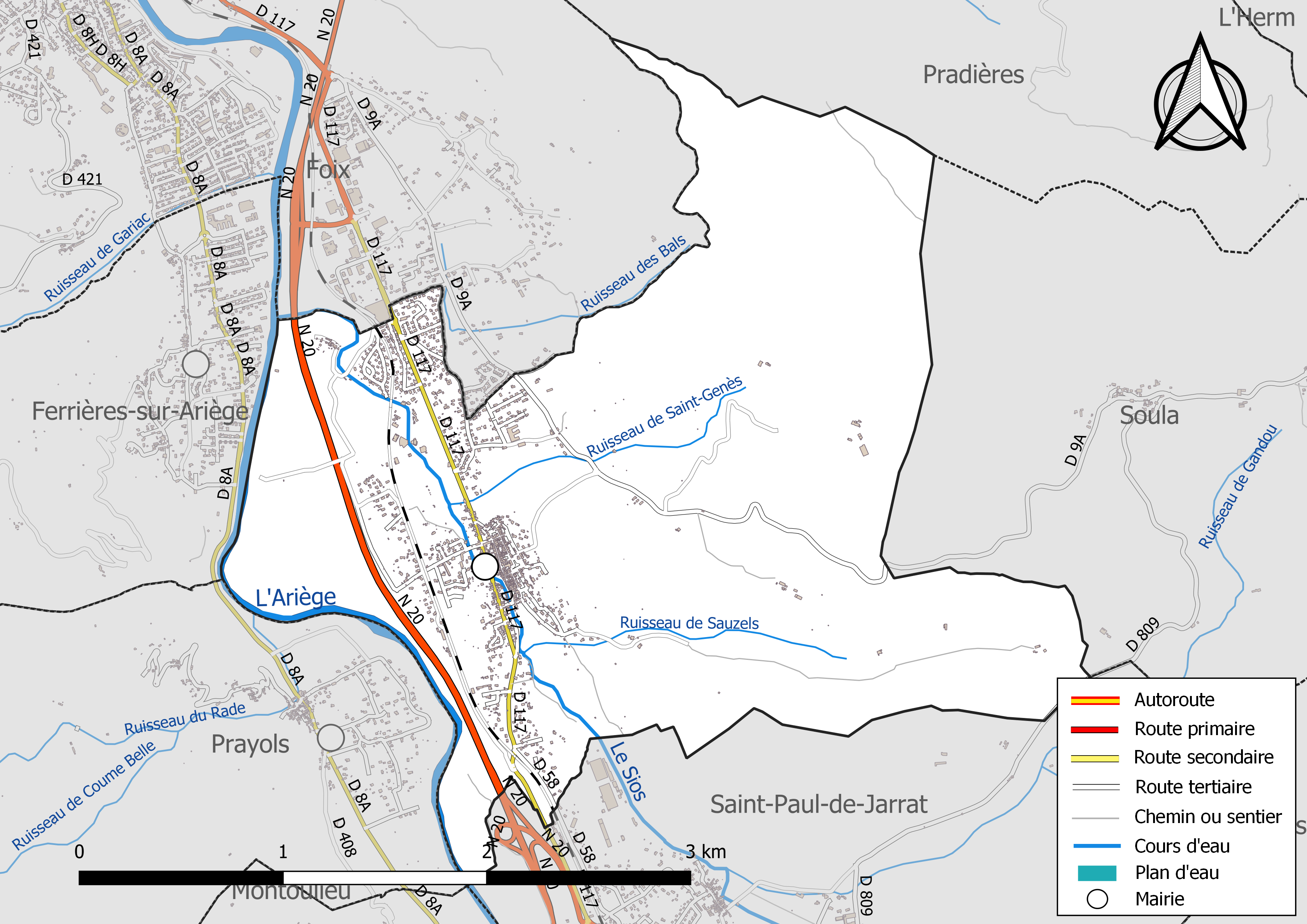
Réseaux hydrographique et routier de Montgailhard.

La commune est dans le bassin versant de la Garonne, au sein du bassin hydrographique Adour-Garonne. Elle est drainée par l'Ariège, le Sios, le ruisseau de Saint-Genès, le ruisseau de Sauzels, le ruisseau des Bals et le ruisseau du Rade, constituant un réseau hydrographique de 8 km de longueur totale,.
L'Ariège, d'une longueur totale de 162,91 km, prend sa source dans la commune de Porta et s'écoule du sud vers le nord. Elle traverse la commune et se jette dans la Garonne à Portet-sur-Garonne, après avoir traversé 56 communes.
Le Sios, d'une longueur totale de 16,5 km, prend sa source dans la commune de Freychenet et s'écoule du sud-est vers le nord-ouest. Il traverse la commune et se jette dans l'Ariège à Ferrières-sur-Ariège, après avoir traversé 6 communes.

### Climat
Pour des articles plus généraux, voir Climat de l'Occitanie et Climat de l'Ariège.
En 2010, le climat de la commune est de type climat océanique altéré, selon une étude s'appuyant sur une série de données couvrant la période 1971-2000. En 2020, Météo-France publie une typologie des climats de la France métropolitaine dans laquelle la commune est exposée à un climat de montagne et est dans la région climatique Pyrénées centrales, caractérisée par une pluviométrie annuelle de 1 000 à 1 200 mm.
Pour la période 1971-2000, la température annuelle moyenne est de 11,9 °C, avec une amplitude thermique annuelle de 14,2 °C. Le cumul annuel moyen de précipitations est de 958 mm, avec 10,1 jours de précipitations en janvier et 6,3 jours en juillet. Pour la période 1991-2020, la température moyenne annuelle observée sur la station météorologique la plus proche, située sur la commune de Cos à 7 km à vol d'oiseau, est de 12,4 °C et le cumul annuel moyen de précipitations est de 1 004,0 mm,. Pour l'avenir, les paramètres climatiques de la commune estimés pour 2050 selon différents scénarios d'émission de gaz à effet de serre sont consultables sur un site dédié publié par Météo-France en novembre 2022.

### Milieux naturels et biodiversité

#### Réseau Natura 2000

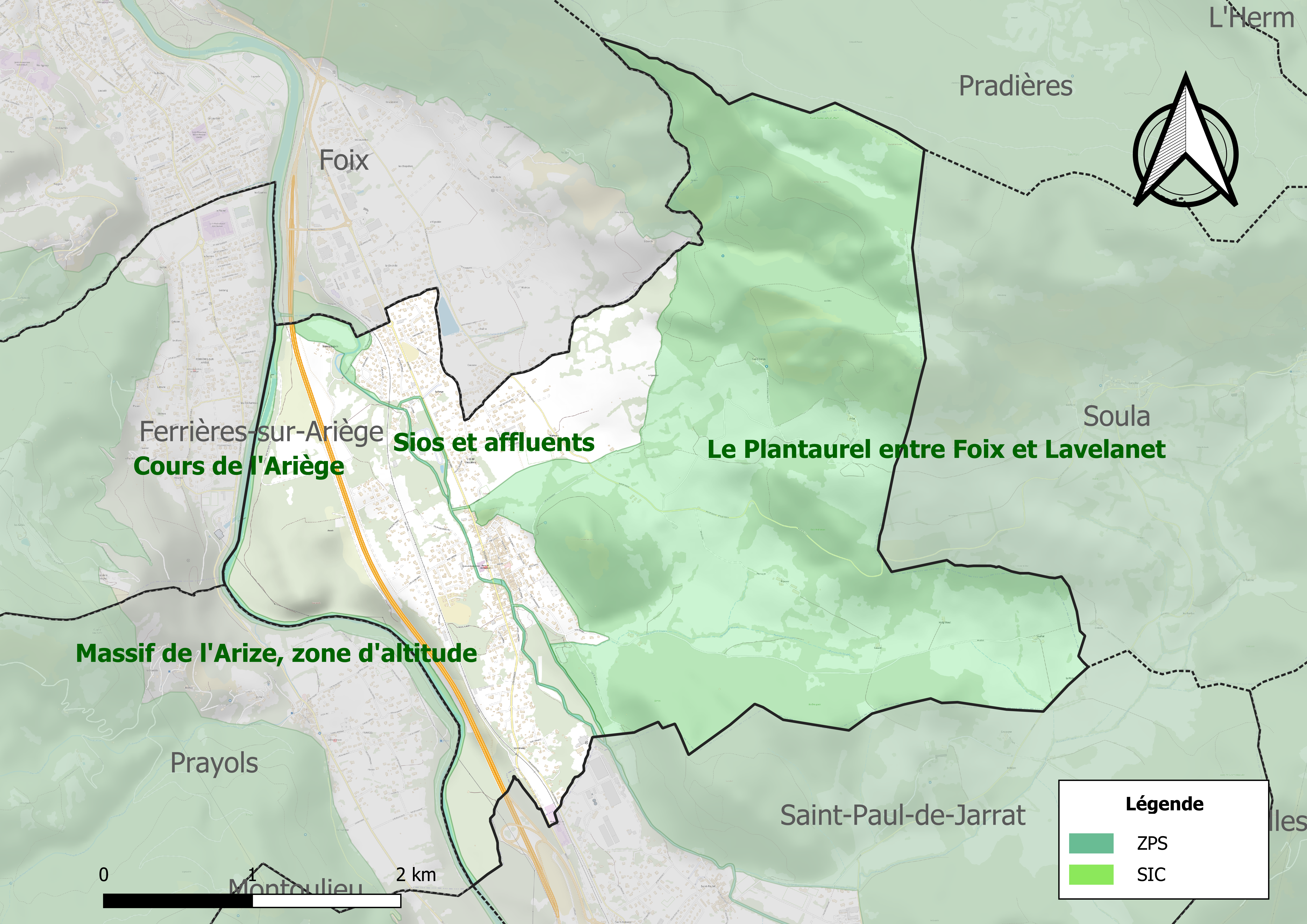
Sites Natura 2000 sur le territoire communal.

Le réseau Natura 2000 est un réseau écologique européen de sites naturels d'intérêt écologique élaboré à partir des directives habitats et oiseaux, constitué de zones spéciales de conservation (ZSC) et de zones de protection spéciale (ZPS).
Deux sites Natura 2000 ont été définis sur la commune au titre de la directive habitats :
- le « pechs de Foix, Soula et Roquefixade, grotte de l'Herm », d'une superficie de 2 211 ha, un milieu souterrain exceptionnel  (site reproduction trois espèces dechauves souris) avec une forte biodiversité[20] ;
- « Garonne, Ariège, Hers, Salat, Pique et Neste », d'une superficie de 9 581 ha, un réseau hydrographique pour les poissons migrateurs, avec des zones de frayères actives et potentielles importantes pour le Saumon en particulier qui fait l'objet d'alevinages réguliers et dont des adultes atteignent déjà Foix sur l'Ariège[21] ;

#### Zones naturelles d'intérêt écologique, faunistique et floristique
L’inventaire des zones naturelles d'intérêt écologique, faunistique et floristique (ZNIEFF) a pour objectif de réaliser une couverture des zones les plus intéressantes sur le plan écologique, essentiellement dans la perspective d’améliorer la connaissance du patrimoine naturel national et de fournir aux différents décideurs un outil d’aide à la prise en compte de l’environnement dans l’aménagement du territoire.
Trois ZNIEFF de type 1 sont recensées sur la commune :
- le « cours de l'Ariège » (1 341 ha), couvrant 112 communes dont 86 dans l'Ariège et 26 dans la Haute-Garonne[23] ;
- « le Plantaurel entre Foix et Lavelanet » (11 312 ha), couvrant 26 communes du département[24],
- « Sios et affluents » (35 ha), couvrant 5 communes du département[25] ;

et deux ZNIEFF de type 2, : 
- « L'Ariège et ripisylves » (1 975 ha), couvrant 56 communes dont 43 dans l'Ariège et 13 dans la Haute-Garonne[26] ;
- « le Plantaurel » (42 116 ha), couvrant 72 communes dont 68 dans l'Ariège, 2 dans l'Aude et 2 dans la Haute-Garonne[27].

Carte des ZNIEFF de type 1 et 2 à Montgailhard.
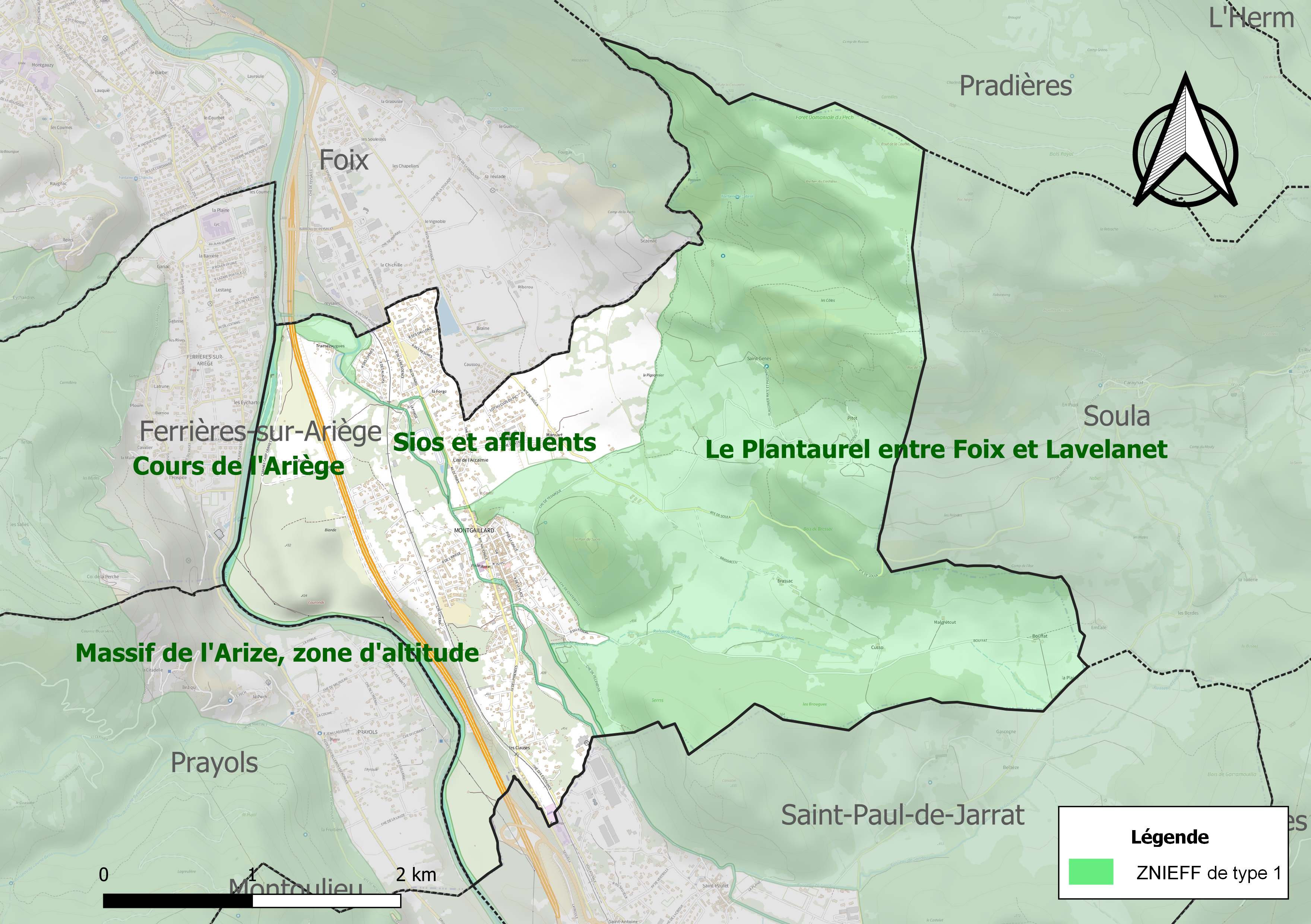
Carte des ZNIEFF de type 1 sur la commune.
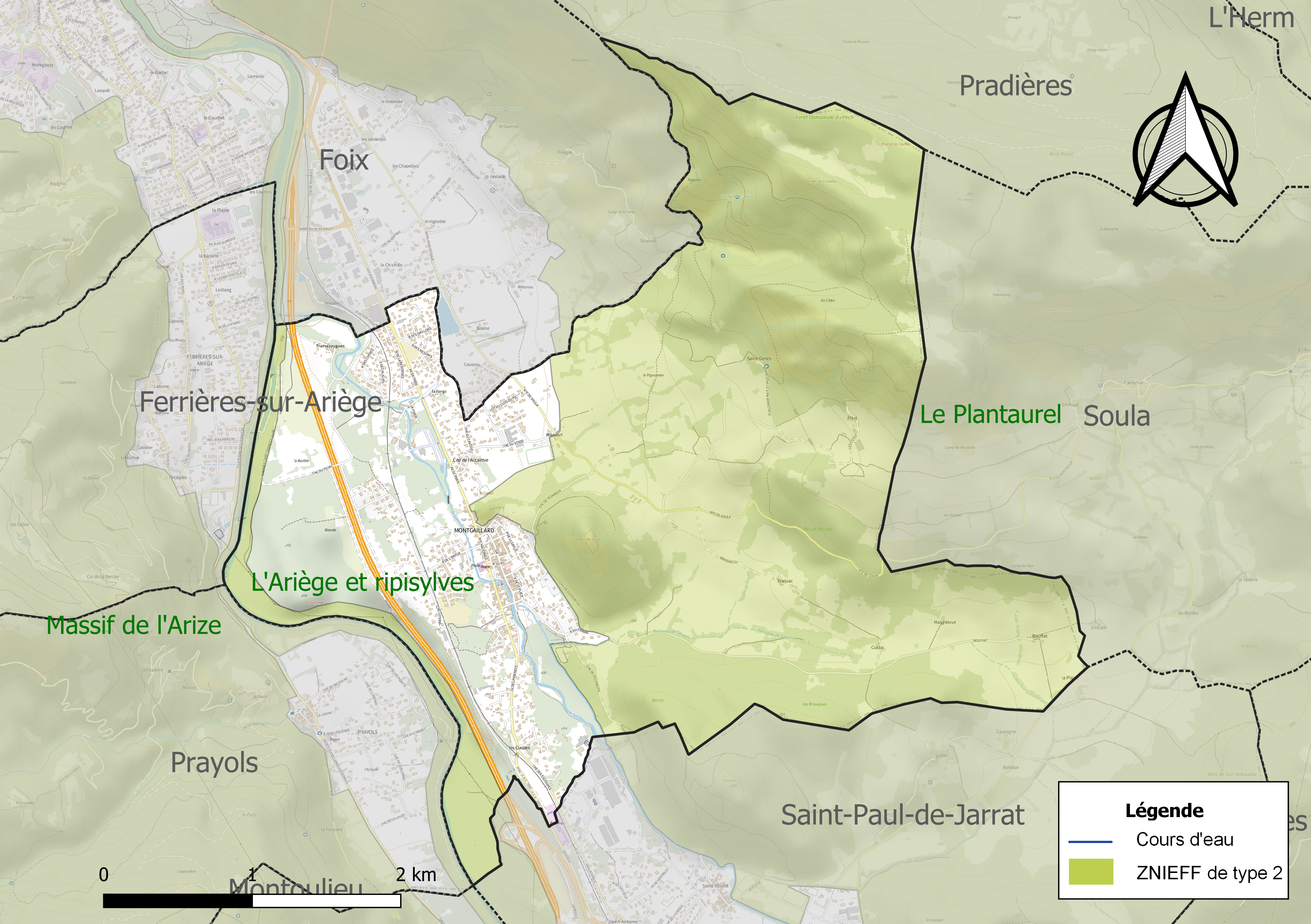
Carte des ZNIEFF de type 2 sur la commune.

## Urbanisme

### Typologie
Au 1er janvier 2024, Montgailhard est catégorisée petite ville, selon la nouvelle grille communale de densité à 7 niveaux définie par l'Insee en 2022.
Elle appartient à l'unité urbaine de Montgailhard, une agglomération intra-départementale dont elle est ville-centre,. Par ailleurs la commune fait partie de l'aire d'attraction de Foix, dont elle est une commune du pôle principal,. Cette aire, qui regroupe 38 communes, est catégorisée dans les aires de moins de 50 000 habitants,.

### Occupation des sols

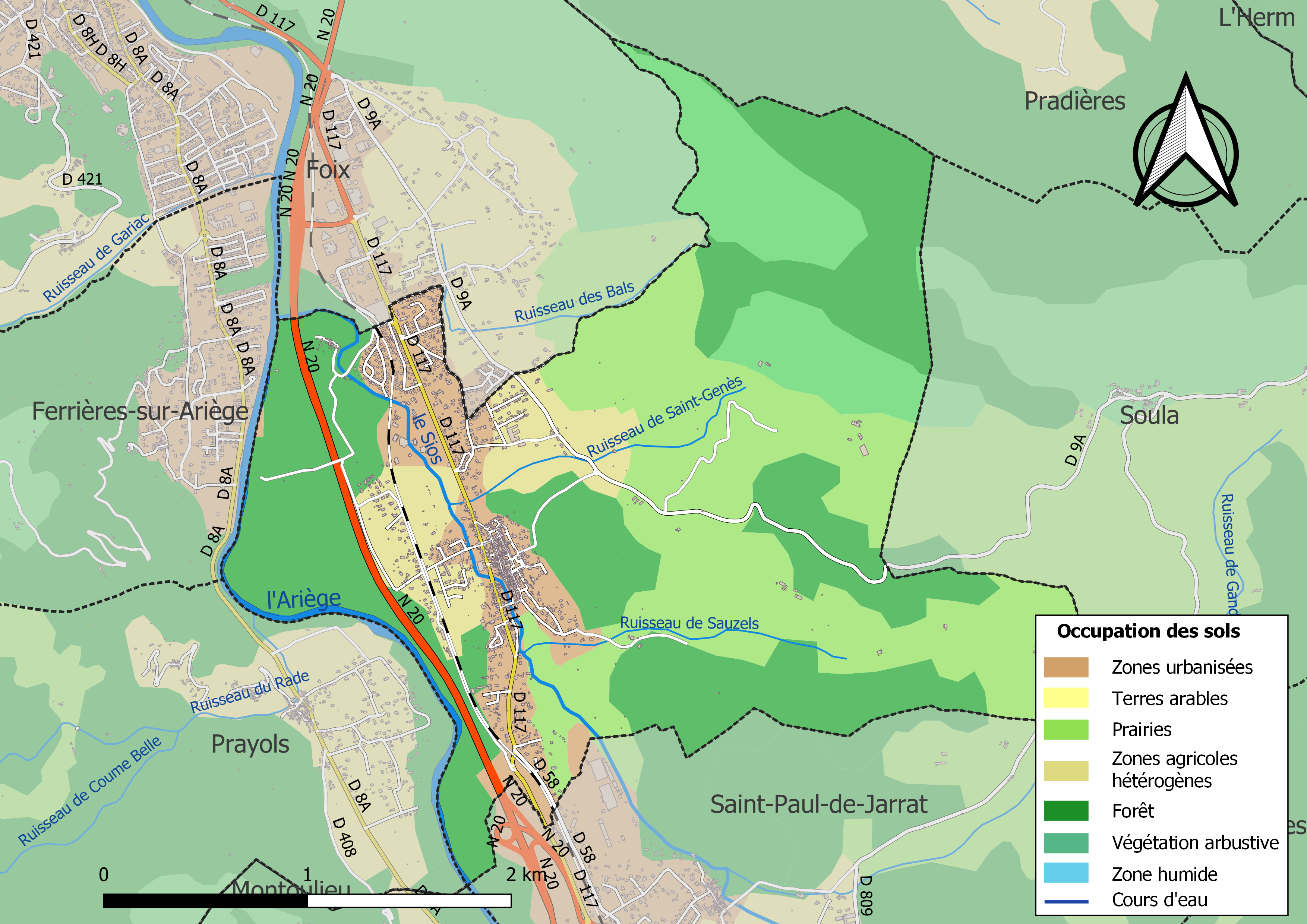
Carte des infrastructures et de l'occupation des sols de la commune en 2018 (CLC).

L'occupation des sols de la commune, telle qu'elle ressort de la base de données européenne d’occupation biophysique des sols Corine Land Cover (CLC), est marquée par l'importance des forêts et milieux semi-naturels (51,3 % en 2018), une proportion sensiblement équivalente à celle de 1990 (51,7 %). La répartition détaillée en 2018 est la suivante : 
forêts (40,7 %), prairies (31,8 %), zones urbanisées (15,6 %), milieux à végétation arbustive et/ou herbacée (10,6 %), zones industrielles ou commerciales et réseaux de communication (1,3 %).
L'IGN met par ailleurs à disposition un outil en ligne permettant de comparer l’évolution dans le temps de l’occupation des sols de la commune (ou de territoires à des échelles différentes). Plusieurs époques sont accessibles sous forme de cartes ou photos aériennes : la carte de Cassini (XVIIIe siècle), la carte d'état-major (1820-1866) et la période actuelle (1950 à aujourd'hui).

### Hameaux
Brassacou, le Cussol, Saint-Genès, Tramezaygues...

### Habitat et logement
En 2018, le nombre total de logements dans la commune était de 833, alors qu'il était de 783 en 2013 et de 741 en 2008.
Parmi ces logements, 85,6 % étaient des résidences principales, 6,4 % des résidences secondaires et 8 % des logements vacants. Ces logements étaient pour 90,8 % d'entre eux des maisons individuelles et pour 8,9 % des appartements.
Le tableau ci-dessous présente la typologie des logements à Montgaillard en 2018 en comparaison avec celle de l'Ariège et de la France entière. Une caractéristique marquante du parc de logements est ainsi une proportion de résidences secondaires et logements occasionnels (6,4 %) inférieure à celle du département (24,6 %) mais supérieure à celle de la France entière (9,7 %). Concernant le statut d'occupation de ces logements, 72,8 % des habitants de la commune sont propriétaires de leur logement (75,3 % en 2013), contre 66,3 % pour l'Ariège et 57,5 % pour la France entière.
| Typologie                                               | Montgaillard | Ariège | France entière |
| ------------------------------------------------------- | ------------ | ------ | -------------- |
| Résidences principales (en %)                           | 85,6         | 65,7   | 82,1           |
| Résidences secondaires et logements occasionnels (en %) | 6,4          | 24,6   | 9,7            |
| Logements vacants (en %)                                | 8            | 9,7    | 8,2            |

### Voies de communication et transports
Accès avec la RN 20 et un réseau de navettes F'Bus qui dessert les principaux lieux de vie.

## Toponymie
La commune de Montgaillard change officiellement de nom pour devenir Montgailhard en décembre 2021.

## Histoire
Montgailhard fut un lieu historique important du comté de Foix, notamment par son château de Montgrenier, dominant la vallée sans doute construit dès le XIIe siècle.
Lors d'un épisode de la croisade contre les Albigeois, Simon IV de Montfort assigea Montgrenier dès le 6 février 1216 jusqu’à sa capitulation la veille de Pâques. Le château en partie détruit sera reconstruit par le comte de Foix Roger-Bernard II et remis en gage au roi de France lors de sa soumission à Saint-Jean-de-Verges le 16 juin 1229. Il sera rendu plus tard par le roi de France
Il est dit que Pierre-Roger de Mirepoix y trouva refuge après la chute de Montségur en 1244.

## Politique et administration

### Découpage territorial
La commune de Montgailhard est membre de la communauté d'agglomération Pays Foix-Varilhes, un établissement public de coopération intercommunale (EPCI) à fiscalité propre créé le 16 novembre 2016 dont le siège est à Foix. Ce dernier est par ailleurs membre d'autres groupements intercommunaux.
Sur le plan administratif, elle est rattachée à l'arrondissement de Foix, au département de l'Ariège, en tant que circonscription administrative de l'État, et à la région Occitanie.
Sur le plan électoral, elle dépend du canton de Foix pour l'élection des conseillers départementaux, depuis le redécoupage cantonal de 2014 entré en vigueur en 2015, et de la première circonscription de l'Ariège  pour les élections législatives, depuis le dernier découpage électoral de 2010.

### Administration municipale
Le nombre d'habitants au recensement de 2011 étant compris entre 500 et 1 499 habitants, le nombre de membres du conseil municipal pour l'élection de 2014 est de quinze,.

### Liste des maires
| Période                                  | Période  | Identité       | Étiquette | Qualité                                                                |
| ---------------------------------------- | -------- | -------------- | --------- | ---------------------------------------------------------------------- |
| mars 2001                                | 2020     | Benoît Alvarez | DVG       | Retraité Ancien conseiller général du canton de Foix-Rural (2008-2015) |
| juin 2020                                | En cours | Michel Caux    |           |                                                                        |
| Les données manquantes sont à compléter. |          |                |           |                                                                        |

## Équipements et services publics
→ Conseils pour la rédaction de cette section.

### Enseignement
Montgailhard fait partie de l'académie de Toulouse.
En septembre 2015, une nouvelle école a été inaugurée à côté du stade et du boulodrome. Elle regroupe les élèves des trois anciennes écoles de Montgailhard qui ont été fermées. L'école Séguéla a été détruite, l'école Loumé a été vendue, l'école du Centre a été mise en vente.

## Population et société

### Démographie
L'évolution du nombre d'habitants est connue à travers les recensements de la population effectués dans la commune depuis 1793. Pour les communes de moins de 10 000 habitants, une enquête de recensement portant sur toute la population est réalisée tous les cinq ans, les populations de référence des années intermédiaires étant quant à elles estimées par interpolation ou extrapolation. Pour la commune, le premier recensement exhaustif entrant dans le cadre du nouveau dispositif a été réalisé en 2008.

En 2022, la commune comptait 1 456 habitants, en évolution de +0,21 % par rapport à 2016 (Ariège : +1,48 %, France hors Mayotte : +2,11 %).
| 1793 | 1800 | 1806 | 1821 | 1831 | 1836 | 1841 | 1846 | 1851 |
| ---- | ---- | ---- | ---- | ---- | ---- | ---- | ---- | ---- |
| 605  | 673  | 578  | 783  | 754  | 847  | 797  | 890  | 946  |

| 1856 | 1861 | 1866 | 1872 | 1876 | 1881 | 1886 | 1891 | 1896 |
| ---- | ---- | ---- | ---- | ---- | ---- | ---- | ---- | ---- |
| 902  | 964  | 942  | 951  | 928  | 796  | 845  | 816  | 805  |

| 1901 | 1906 | 1911 | 1921 | 1926 | 1931 | 1936 | 1946 | 1954 |
| ---- | ---- | ---- | ---- | ---- | ---- | ---- | ---- | ---- |
| 753  | 708  | 793  | 647  | 657  | 604  | 603  | 618  | 667  |

| 1962  | 1968  | 1975  | 1982  | 1990  | 1999  | 2006  | 2008  | 2013  |
| ----- | ----- | ----- | ----- | ----- | ----- | ----- | ----- | ----- |
| 1 007 | 1 265 | 1 434 | 1 378 | 1 312 | 1 320 | 1 336 | 1 341 | 1 416 |

| 2018  | 2022  | - | - | - | - | - | - | - |
| ----- | ----- | - | - | - | - | - | - | - |
| 1 474 | 1 456 | - | - | - | - | - | - | - |

| selon la population municipale des années : | 1968 | 1975 | 1982 | 1990 | 1999 | 2006 | 2009 | 2013 |
| Rang de la commune dans le département      | 15   | 16   | 19   | 19   | 17   | 17   | 17   | 16   |
| Nombre de communes du département           | 340  | 328  | 330  | 332  | 332  | 332  | 332  | 332  |

### Manifestations culturelles et festivités
Foyer rural, Comité des fêtes.

### Sports et loisirs
Lieu de passage de la 15e étape du Tour de France 2007, pétanque, chasse, randonnée pédestre balade sur le pic (pain de sucre) ou dans le parc, stade, boulodrome.
Les forges de Pyrène est un parc d'attraction qui met en valeur les métiers d'autrefois avec une ancienne forge à la catalane qui fonctionne.

## Économie

### Revenus
En 2018  (données Insee publiées en septembre 2021), la commune compte 681 ménages fiscaux, regroupant 1 444 personnes. La médiane du revenu disponible par unité de consommation est de 21 710 € (19 820 € dans le département).

### Emploi
| Division       | 2008  | 2013   | 2018   |
| -------------- | ----- | ------ | ------ |
| Commune        | 4,7 % | 10 %   | 9,5 %  |
| Département    | 8,9 % | 11,1 % | 11,2 % |
| France entière | 8,3 % | 10 %   | 10 %   |

En 2018, la population âgée de 15 à 64 ans s'élève à 820 personnes, parmi lesquelles on compte 74 % d'actifs (64,5 % ayant un emploi et 9,5 % de chômeurs) et 26 % d'inactifs,. Depuis 2008, le taux de chômage communal (au sens du recensement) des 15-64 ans est inférieur à celui de la France et du département.
La commune fait partie du pôle principal de l'aire d'attraction de Foix,. Elle compte 225 emplois en 2018, contre 226 en 2013 et 254 en 2008. Le nombre d'actifs ayant un emploi résidant dans la commune est de 536, soit un indicateur de concentration d'emploi de 42 % et un taux d'activité parmi les 15 ans ou plus de 49,2 %.
Sur ces 536 actifs de 15 ans ou plus ayant un emploi, 76 travaillent dans la commune, soit 14 % des habitants. Pour se rendre au travail, 88,8 % des habitants utilisent un véhicule personnel ou de fonction à quatre roues, 1,9 % les transports en commun, 7,5 % s'y rendent en deux-roues, à vélo ou à pied et 1,9 % n'ont pas besoin de transport (travail au domicile).

## Culture locale et patrimoine

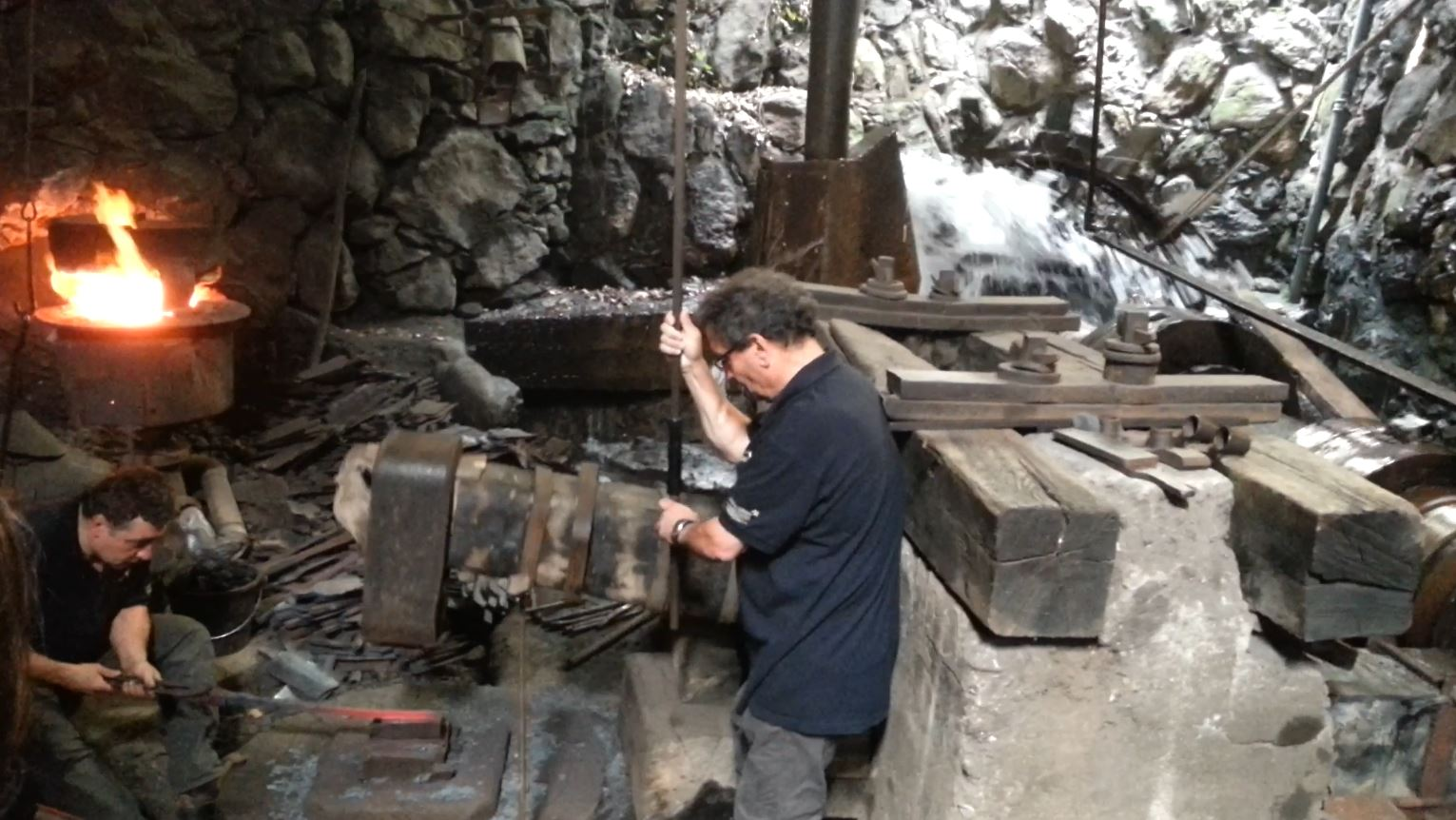
Martinet de la forge de Montgailhard.

- Au Moyen Âge, un château se trouvait au sommet d'une éminence rocheuse appelée Pain de Sucre. Aujourd'hui, il n'existe plus, il n'en reste que des ruines visibles une fois sur le pic.
- La forge à la catalane de Montgailhard a été créée pendant la Révolution[45].
- Les forges de Pyrène : parc historique qui permet de comprendre les métiers et la fabrication des outils d'autrefois à travers des démonstrations[46].
- Église Saint-Louis[47].

### Personnalités liées à la commune
- René Roques, romancier[48] né à Montgailhard en 1900, mort à Paris en 1969, auteur d'une quarantaine de romans.
- Michel Sicre (1901-1972), ancien secrétaire permanent de la CGT, Résistant.
- Irénée Cros, Résistant inhumé au cimetière de Montgaillard.
- Roger-Bernard II de Foix
- Claude Poinssot décédé le 11 avril 2002 à Montgailhard.

## Pour approfondir